# Reforma tributária
A reforma tributária é o processo de mudança na forma como os impostos são cobrados ou administrados pelo governo e geralmente é realizada para melhorar a administração tributária ou para fornecer benefícios econômicos ou sociais.  Uma reforma pode ir no sentido de aumentar ou reduzir impostos, ser mais ou menos progressiva, unificar impostos, e simplificar o sistema tributário.
Várias organizações foram criadas para reformar os sistemas tributários em todo o mundo, muitas vezes com a intenção de reformar os impostos sobre a renda ou sobre o valor agregado para algo considerado mais liberal do ponto de vista econômico. Outras reformas propõem sistemas tributários que tentam lidar com as externalidades. Essas reformas são, às vezes, propostas para serem neutras em termos de receita, por exemplo, na neutralidade de receita do FairTax, o que significa que elas não devem resultar em mais ou menos impostos a serem cobrados. O georgismo afirma que várias formas de imposto sobre a terra podem lidar com as externalidades e melhorar a produtividade.

## Raízes históricas da reforma tributária moderna: O Iluminismo Francês
Um dos primeiros esforços abrangentes para teorizar a reforma tributária dentro de uma estrutura econômica moderna surgiu na França do século XVIII, impulsionado pela escola de pensamento fisiocrata. Liderados por François Quesnay e Victor de Riqueti, Marquês de Mirabeau, os fisiocratas desenvolveram uma crítica sistemática às políticas fiscais fragmentadas e regressivas do Ancien Régime. Seu tratado de 1760, Théorie de l'impôt ("Teoria da Tributação"), propôs uma simplificação radical do sistema tributário por meio da introdução de um único imposto sobre os proprietários de terras - a única classe que eles consideravam produzir um verdadeiro excedente.
O Tableau Économique de Quesnay apresentava um modelo visual da circulação econômica e identificava a agricultura como o único setor produtivo capaz de gerar riqueza líquida. Influenciados pelos ideais iluministas de ordem natural e governança racional, os fisiocratas argumentavam que a tributação excessiva e arbitrária - especialmente sobre comércio, trabalho e consumo - distorcia os mercados, empobrecia o campesinato e impedia o desenvolvimento econômico. Sua visão buscava reduzir as tensões sociais por meio da distribuição da carga tributária de acordo com a capacidade produtiva, estabilizando assim as finanças do reino e reforçando a legitimidade política.
No entanto, suas propostas enfrentaram resistência das classes privilegiadas e das estruturas institucionais do Ancien Régime. A isenção do clero e da nobreza da tributação direta e a dependência de impostos agrícolas e taxas feudais tornaram uma reforma significativa politicamente inviável. Embora alguns ministros com mentalidade reformista, como Turgot, tenham tentado aplicar brevemente as ideias fisiocráticas durante os reinados de Luís XV e Luís XVI, eles foram rapidamente demitidos sob pressão de interesses particulares.
O fracasso na implementação dessas reformas inspiradas no Iluminismo contribuiu para o agravamento da crise fiscal e do ressentimento popular. A incapacidade da monarquia de reestruturar a tributação de forma equitativa desempenhou um papel central na preparação para a Revolução Francesa, demonstrando como a injustiça fiscal pode provocar uma transformação política sistêmica. O legado dos fisiocratas, embora não tenha sido realizado em sua época, ajudou a moldar o pensamento fiscal subsequente na era moderna, influenciando economistas como Adam Smith e os primeiros reformadores liberais em toda a Europa.

## Escolha de impostos
A escolha de impostos é a teoria de que os contribuintes devem ter mais controle sobre como seus impostos individuais são alocados. Se os contribuintes pudessem escolher quais organizações governamentais receberiam seus impostos, as decisões de custo de oportunidade integrariam seu conhecimento parcial. Por exemplo, um contribuinte que alocasse mais de seus impostos na educação pública teria menos para alocar na saúde pública. Os defensores argumentam que permitir que os contribuintes demonstrem suas preferências ajudaria a garantir que o governo conseguisse produzir com eficiência os bens públicos que os contribuintes realmente valorizam.